# Akkajaure
Akkajaure es uno de los más grandes embalses en Suecia. Queda en las cabeceras del río Lule en la provincia de Norrbotten, en la Laponia sueca, dentro del parque nacional Stora Sjöfallet. El lago formado después de la construcción del primer pantano Suorva en 1913–1923. El borde del pantano actual está a una altura de 453 m. Cuando está lleno, la máxima profundidad del lago es de 92 metros y su profundidad media es de alrededor de 30 m. Debido a que se usa para obtener energía hidroeléctrica, la profundidad del lago fluctúa hasta 30 metros.